# Typologia wód powierzchniowych
Ten artykuł należy dopracować:

przedstawiono sytuację tylko z europejskiej perspektywy – artykuł powinien być przekrojowy.
Pomóż go poprawić. Na stronie dyskusji mogą znajdywać się pomocne komentarze.
Typologia wód powierzchniowych – system klasyfikacji wód powierzchniowych. W zależności od przyjętego kryterium, tworzone są różne systemy, obejmujące często jedynie niektóre kategorie wód powierzchniowych, np. cieki lub jeziora.

## Typologia Europejskiej Agencji Środowiska na potrzeby ramowej dyrektywy wodnej
Europejska Agencja Środowiska jest ciałem opracowującym informacje o stanie środowiska w skali Europy oraz jako porównanie sytuacji w różnych krajach członkowskich. Sposób przedstawiania danych uzależniony jest od podstaw prawnych, np. dotyczy wodnych siedlisk przyrodniczych w rozumieniu dyrektywy siedliskowej lub jednolitych części wód i obszarów dorzeczy w rozumieniu ramowej dyrektywy wodnej.
W krajach Unii Europejskiej przy ustalaniu typologii wód powierzchniowych na potrzeby gospodarki wodnej stosowana jest kombinacja kryteriów. Wśród nich w przypadku rzek najpowszechniej stosowanym jest wielkość zlewni w przypadku wód płynących i średnia głębokość w przypadku stojących. Do najczęściej przyjmowanych kryteriów należą też wysokość nad poziomem morza i dominujący chemizm podłoża (geologia), a w przypadku jezior także ich powierzchnia. Inne kryteria to m.in. położenie geograficzne (ekoregion), spadek cieku, chemizm wód, typ biotyczny. Ponieważ każdy kraj członkowski może przyjąć odrębny system typologiczny, są one do siebie podobne, ale nie w pełni porównywalne. W związku z tym Europejska Agencja Środowiska po analizie typologii przedstawionych w raportach z wdrażania ramowej dyrektywy wodnej i dyrektywy siedliskowej oraz konsultacji z reprezentantami krajów członkowskich w grupie roboczej Ecostat sporządziła zgrubną typologię obejmującą stosunkowo podobne typy wyróżniane w różnych krajach.
1. Cieki
| Numer typu | Charakterystyka typu                                  | Wysokość [m n.p.m.] | Wielkość zlewni [km²] | Typ geologiczny podłoża            |
| ---------- | ----------------------------------------------------- | ------------------- | --------------------- | ---------------------------------- |
| 1          | bardzo duże rzeki                                     | każda               | >10 000               | dowolne                            |
| 2          | nizinne, krzemianowe, średnie do dużych               | 0–200               | 100–10 000            | krzemianowe                        |
| 3          | nizinne, krzemianowe, bardzo małe do małych           | 0–200               | ≤100                  | krzemianowe                        |
| 4          | nizinne, wapienne lub mieszane, średnie do dużych     | 0–200               | 100–10 000            | wapienne lub mieszane              |
| 5          | nizinne, wapienne lub mieszane, bardzo małe do małych | 0–200               | ≤100                  | wapienne lub mieszane              |
| 6          | nizinne, organiczne i krzemianowe                     | 0–200               | <10 000               | organiczne i krzemianowe           |
| 7          | nizinne, organiczne i wapienne lub mieszane           | 0–200               | <10 000               | organiczne i wapienne lub mieszane |
| 8          | wyżynne, krzemianowe, średnie do dużych               | 200–800             | 100–10 000            | krzemianowe                        |
| 9          | wyżynne, krzemianowe, bardzo małe do małych           | 200–800             | ≤100                  | krzemianowe                        |
| 10         | wyżynne, wapienne lub mieszane, średnie do dużych     | 200–800             | 100–10 000            | wapienne lub mieszane              |
| 11         | wyżynne, wapienne lub mieszane, bardzo małe do małych | 200–800             | ≤100                  | wapienne lub mieszane              |
| 12         | wyżynne, organiczne i krzemianowe                     | 200–800             | <10 000               | organiczne i krzemianowe           |
| 13         | wyżynne, organiczne i wapienne lub mieszane           | 200–800             | <10 000               | organiczne i wapienne lub mieszane |
| 14         | górskie, krzemianowe łącznie z organicznymi           | >800                | <10 000               | krzemianowe                        |
| 15         | górskie, wapienne lub mieszane                        | >800                | <10 000               | wapienne lub mieszane              |
| 16         | rzeki lodowcowe                                       | >200                | <10 000               | dowolne                            |
| 17         | śródziemnomorskie, nizinne, średnie do dużych, stałe  | 0–200               | 100–10 000            | dowolne                            |
| 18         | śródziemnomorskie, wyżynne, średnie do dużych, stałe  | 200–800             | 100–10 000            | dowolne                            |
| 19         | śródziemnomorskie, bardzo małe do małych, stałe       | <800                | ≤100                  | dowolne                            |
| 20         | potoki śródziemnomorskie, okresowe                    | każda               | <1 000                | dowolne                            |

Odmianą powyższej typologii jest typologia uwzględniająca podział cieków na podłożu organiczno-krzemianowym na małe i duże – odpowiednio typy 6a, 6b i 12a, 12b.
2. Jeziora
| Numer typu | Charakterystyka typu                                     | Wysokość [m n.p.m.] | Powierzchnia [km²]                 | Typ geologiczny podłoża                       | Średnia głębokość/stratyfikacja |
| ---------- | -------------------------------------------------------- | ------------------- | ---------------------------------- | --------------------------------------------- | ------------------------------- |
| 1          | bardzo duże, stratyfikowane                              | każda               | >100                               | dowolne                                       | >3/stratyfikowane               |
| 2          | nizinne, krzemianowe                                     | 0–200               | <100                               | krzemianowe                                   | >3/stratyfikowane               |
| 3          | nizinne, wapienne lub mieszane, stratyfikowane           | 0–200               | wapienne lub mieszane              | <100                                          | >3/stratyfikowane               |
| 4          | nizinne, wapienne lub mieszane, bardzo płytkie           | 0–200               | wapienne lub mieszane              | <100                                          | ≤3/niestratyfikowane            |
| 5          | nizinne, organiczne i krzemianowe                        | 0–200               | <100                               | organiczne (humusowe) i krzemianowe           | >3/stratyfikowane               |
| 6          | nizinne, organiczne i wapienne lub mieszane              | 0–200               | <100                               | organiczne (humusowe) i wapienne lub mieszane | >3/stratyfikowane               |
| 7          | wyżynne, krzemianowe                                     | 200–800             | <100                               | krzemianowe                                   | >3/stratyfikowane               |
| 8          | wyżynne, wapienne lub mieszane                           | 200–800             | <100                               | wapienne lub mieszane                         | >3/stratyfikowane               |
| 9          | wyżynne, organiczne i krzemianowe                        | 200–800             | wapienne lub mieszane              | <100                                          | >3/stratyfikowane               |
| 10         | wyżynne, organiczne i wapienne lub mieszane              | 200–800             | organiczne i wapienne lub mieszane | <100                                          | >3/stratyfikowane               |
| 11         | górskie, krzemianowe łącznie z organicznymi              | >800                | <100                               | krzemianowe                                   | >3/stratyfikowane               |
| 12         | górskie, wapienne lub mieszane łącznie z organicznymi    | >800                | <100                               | wapienne lub mieszane                         | >3/stratyfikowane               |
| 13         | śródziemnomorskie, małe do dużych, krzemianowe           | 0–800               | 0,5–100                            | krzemianowe                                   | dowolna                         |
| 14         | śródziemnomorskie, małe do dużych, wapienne lub mieszane | 0–800               | 0,5–100                            | wapienne lub mieszane                         | dowolna                         |
| 15         | śródziemnomorskie, bardzo małe                           | 0–800               | ≤0,5                               | dowolne                                       | <15                             |

## Typologia polskiej administracji w gospodarce wodnej

### 2004–2021
Jeden z systemów klasyfikacji wód powierzchniowych zgodny z systemem ramowej dyrektywy wodnej został opracowany w roku 2004 przez polskie Ministerstwo Środowiska, jako organ odpowiedzialny wówczas za gospodarkę wodną państwa. Jest on stosowany przy określaniu ich stanu ekologicznego, gdyż te same wartości wskaźników bioindykacyjnych (takich jak Makrofitowy Indeks Rzeczny lub wskaźniki okrzemkowe) mogą oznaczać inny stan ekologiczny różnych typów wód. W systemie tym wody podzielone są na 4 kategorie (naturalne cieki, jeziora, wody przejściowe i wody przybrzeżne). Wody z każdej kategorii podzielone są na typy z przypisanym numerem. Wśród kryteriów podziału jest umiejscowienie w systemie regionalizacji fizycznogeograficznej, wysokość bezwzględna, rozmiar zlewni i jej wpływ (współczynnik Schindlera powyżej 2 – duży wpływ, poniżej 2 – mały wpływ), powierzchniowe utwory geologiczne (zwłaszcza zawartość wapnia), zasolenie itp.
Klasyfikację tę przedstawia poniższy spis:
1. Cieki naturalne
| Typ cieków                                                                        | Kod typu |
| Typ nieokreślony (w 2011 r. uściślono, że chodzi o kanały i zbiorniki zaporowe)   | 0        |
| Krajobraz górski                                                                  |          |
| Potok tatrzański krzemianowy                                                      | 1        |
| Potok tatrzański węglanowy                                                        | 2        |
| Potok sudecki                                                                     | 3        |
| Krajobraz wyżynny                                                                 |          |
| Potok wyżynny krzemianowy z substratem gruboziarnistym – zachodni                 | 4        |
| Potok wyżynny krzemianowy z substratem drobnoziarnistym – zachodni                | 5        |
| Potok wyżynny węglanowy z substratem drobnoziarnistym na lessach i lessopodobnych | 6        |
| Potok wyżynny węglanowy z substratem gruboziarnistym                              | 7        |
| Mała rzeka wyżynna krzemianowa – zachodnia                                        | 8        |
| Mała rzeka wyżynna węglanowa                                                      | 9        |
| Średnia rzeka wyżynna – zachodnia                                                 | 10       |
| Potok wyżynny krzemianowy z substratem gruboziarnistym – wschodni                 | 11       |
| Potok fliszowy                                                                    | 12       |
| Mała rzeka wyżynna krzemianowa – wschodnia                                        | 13       |
| Mała rzeka fliszowa                                                               | 14       |
| Średnia rzeka wyżynna – wschodnia                                                 | 15       |
| Krajobraz nizinny                                                                 |          |
| Potok nizinny lessowy lub gliniasty                                               | 16       |
| Potok nizinny piaszczysty                                                         | 17       |
| Potok nizinny żwirowy                                                             | 18       |
| Rzeka nizinna piaszczysto-gliniasta                                               | 19       |
| Rzeka nizinna żwirowa                                                             | 20       |
| Wielka rzeka nizinna                                                              | 21       |
| Rzeka przyujściowa pod wpływem wód słonych                                        | 22       |
| Niezależne od ekoregionów                                                         |          |
| Potok lub strumień na obszarze będącym pod wpływem procesów torfotwórczych        | 23       |
| Mała i średnia rzeka na obszarze będącym pod wpływem procesów torfotwórczych      | 24       |
| Ciek łączący jeziora                                                              | 25       |
| Ciek w dolinie wielkiej rzeki nizinnej                                            | 26       |

2. Jeziora (dotyczy jedynie jezior o powierzchni ponad 50 ha)
| Typ jeziora                                                                      | Kod typu |
| Niż Środkowopolski                                                               |          |
| Jezioro o niskiej zawartości wapnia, stratyfikowane                              | 1a       |
| Jezioro o niskiej zawartości wapnia, niestratyfikowane                           | 1b       |
| Jezioro o wysokiej zawartości wapnia, o małym wypływie zlewni, stratyfikowane    | 2a       |
| Jezioro o wysokiej zawartości wapnia, o małym wypływie zlewni, niestratyfikowane | 2b       |
| Jezioro o wysokiej zawartości wapnia, o dużym wypływie zlewni, stratyfikowane    | 3a       |
| Jezioro o wysokiej zawartości wapnia, o dużym wypływie zlewni, niestratyfikowane | 3b       |
| Jezioro przymorskie, pod wpływem wód słonych                                     | 4        |
| Niziny Wschodniobałtycko-Białoruskie                                             |          |
| Jezioro o wysokiej zawartości wapnia, o małym wypływie zlewni, stratyfikowane    | 5a       |
| Jezioro o wysokiej zawartości wapnia, o małym wypływie zlewni, niestratyfikowane | 5b       |
| Jezioro o wysokiej zawartości wapnia, o dużym wypływie zlewni, stratyfikowane    | 6a       |
| Jezioro o wysokiej zawartości wapnia, o dużym wypływie zlewni, niestratyfikowane | 6b       |
| Równiny Poleskie                                                                 |          |
| Jezioro o wysokiej zawartości wapnia, stratyfikowane                             | 7a       |
| Jezioro o wysokiej zawartości wapnia, niestratyfikowane                          | 7b       |

3. Wody przejściowe
| Typ wód                                                     | Kod typu |
| Ujściowy z substratem piaszczystym                          | 1        |
| Lagunowy z substratem mułowym i piaszczystym                | 2        |
| Zatokowy z substratem piaszczystym, okresowo stratyfikowany | 3        |
| Zatokowy z substratem ilasto-mulistym                       | 4        |
| Zalewowy z substratem piaszczystym i mulistym               | 5        |

4. Wody przybrzeżne
| Typ wód                                                        | Kod typu |
| Mierzejowy                                                     | 1        |
| Otwarte wybrzeże z klifami i substratem piaszczystym           | 2        |
| Otwarte wybrzeże z substratem piaszczystym z brzegiem wydmowym | 3        |

### od 2022
W ramach jednej z prac związanych z opracowaniem planów gospodarowania wodami na obszarze dorzecza w 2015 skorygowano typologię. Obowiązuje ona w dokumentach dotyczących okresu od 2022 roku.
1. Cieki
| Typ cieków                                               | Kod typu |
| Cieki                                                    |          |
| Potok tatrzański                                         | PGT      |
| Potok sudecki                                            | PGS      |
| Potok lub mała rzeka wyżynna na podłożu krzemianowym     | RW_krz   |
| Potok lub mała rzeka wyżynna na podłożu węglanowym       | RW_wap   |
| Potok lub mała rzeka fliszowa o charakterze krzemianowym | RWf_krz  |
| Potok lub mała rzeka fliszowa o charakterze węglanowym   | RWf_wap  |
| Średnia rzeka na podłożu krzemianowym                    | RsW_krz  |
| Średnia rzeka na podłożu węglanowym                      | RsW_wap  |
| Potok lub strumień nizinny                               | PN       |
| Potok lub strumień nizinny piaszczysty                   | PNp      |
| Rzeka nizinna                                            | RzN      |
| Wielka rzeka nizinna                                     | RwN      |
| Potok lub strumień przyujściowy pod wpływem wód słonych  | PN_uj    |
| Rzeka przyujściowa pod wpływem wód słonych               | RzN_uj   |
| Potok lub struga w dolinie o dużym udziale torfowisk     | P_org    |
| Rzeka w dolinie o dużym udziale torfowisk                | Rz_org   |
| Potok w systemie rzeczno-jeziorowym Pojezierzy           | P_poj    |
| Potok w systemie rzeczno-jeziorowym Pojezierzy łososiowy | Pl_poj   |
| Rzeka w systemie rzeczno-jeziorowym Pojezierzy           | R_poj    |
| Rzeka w systemie rzeczno-jeziorowym Pojezierzy łososiowa | Rl_poj   |
| Zbiorniki zaporowe                                       |          |
| Reolimniczny                                             |          |
| Limniczny                                                |          |
| Przejściowy                                              |          |

2. Jeziora (dotyczy jedynie jezior o powierzchni ponad 50 ha)
| Typ jeziora | Kod typu |
| Jezioro na podłożu krzemionkowym, niskozasadowe (tak zwane lobeliowe), stratyfikowane                                         | K_a      |
| Jezioro na podłożu krzemionkowym, niskozasadowe (tak zwane lobeliowe), polimiktyczne                                          | K_b      |
| Jezioro na podłożu wapiennym, o małej wartości współczynnika Schindlera, stratyfikowane                                       | WSm_a    |
| Jezioro na podłożu wapiennym, o małej wartości współczynnika Schindlera, polimiktyczne                                        | WSm_b    |
| Jezioro na podłożu wapiennym, o dużej wartości współczynnika Schindlera, stratyfikowane                                       | WSd_a    |
| Jezioro na podłożu wapiennym, o dużej wartości współczynnika Schindlera, polimiktyczne                                        | WSd_b    |
| Jezioro przymorskie, podlegające wpływom wód morskich, o naturalnie podwyższonej przewodności elektrolitycznej, polimiktyczne | Kond     |

3. Wody przejściowe
| Typ wód                                                       | Kod typu |
| Zalewowy I z substratem mułowym i piaszczystym                | ZalI     |
| Zalewowy II z substratem piaszczystym i mulistym              | ZalII    |
| Zatokowy I z substratem ilasto-mulistym                       | ZatI     |
| Zatokowy II z substratem piaszczystym okresowo stratyfikowany | ZatII    |
| Ujściowy z substratem piaszczystym                            | PrzU     |

4. Wody przybrzeżne
| Typ wód          | Kod typu |
| Mierzejowy       | PbM      |
| Otwarte wybrzeże | PbO      |

## Typologia zespołu LAWA
W Niemczech w gospodarce wodnej stosowana jest ogólnokrajowa typologia zespołu LAWA.
1. Cieki
| Typ cieków | Kod typu |
| Region alpejski i podalpejski                                                                                 |          |
| Fließgewässer der Alpen (cieki alpejskie)                                                                     | 1        |
| Fließgewässer des Alpenvorlandes (cieki podalpejskie)                                                         | 2        |
| Fließgewässer der Jungmoräne des Alpenvorlande (cieki młodoglacjalnego obszaru podalpejskiego)                | 3        |
| Große Flüsse des Alpenvorlandes (duże rzeki podalpejskie)                                                     | 4        |
| Krajobraz wyżynny (Średniogórze Niemieckie)                                                                   |          |
| Grobmaterialreiche, silikatische Mittelgebirgsbäche (potok wyżynny krzemianowy z substratem gruboziarnistym   | 5        |
| Feinmaterialreiche, silikatische Mittelgebirgsbäche (potok wyżynny krzemianowy z substratem drobnoziarnistym) | 5.1      |
| Feinmaterialreiche, karbonatische Mittelgebirgsbäche (potok wyżynny węglanowy z substratem drobnoziarnistym)  | 6        |
| Grobmaterialreiche, karbonatische Mittelgebirgsbäche (potok wyżynny węglanowy z substratem gruboziarnistym)   | 7        |
| Silikatische, fein- bis grobmaterialreiche Mittelgebirgsflüsse (rzeka wyżynna krzemianowa)                    | 9        |
| Karbonatische, fein- bis grobmaterialreiche Mittelgebirgsflüsse (rzeka wyżynna węglanowa)                     | 9.1      |
| Große Flüsse des Mittelgebirges (duża rzeka wyżynna)                                                          | 9.2      |
| Kiesgeprägte Ströme (bardzo duża rzeka żwirowa)                                                               | 10       |
| Krajobraz nizinny (Nizina Północnoniemiecka)                                                                  |          |
| Sandgeprägte Tieflandbäche (potok nizinny piaszczysty)                                                        | 14       |
| Sand- und lehmgeprägte Tieflandflüsse (rzeka nizinna piaszczysto-gliniasta)                                   | 15       |
| Groß Sand- und lehmgeprägte Tieflandflüsse (duża rzeka nizinna piaszczysto-gliniasta)                         | 15_g     |
| Kiesgeprägte Tieflandbäche (potok nizinny żwirowy)                                                            | 16       |
| Kiesgeprägte Tieflandflüsse (rzeka nizinna żwirowa)                                                           | 17       |
| Löss-lehmgeprägte Tieflandbäche (potok nizinny lessowo-gliniasty)                                             | 18       |
| Sandgeprägte Ströme (bardzo duża rzeka piaszczysta)                                                           | 20       |
| Marschengewässer (ciek marszowy)                                                                              | 22       |
| Rückstau- bzw. brackwasserbeeinflusste Ostseezuflüsse (rzeka pod wpływem wód Bałtyku)                         | 23       |
| Niezależne od ekoregionów                                                                                     |          |
| Organisch geprägte Bäche (potok torfowiskowy)                                                                 | 11       |
| Organisch geprägte Flüsse (rzeka torfowiskowa)                                                                | 12       |
| Kleine Niederungsfließgewässer in Fluss- und Stromtälern (mały ciek w dolinie większej rzeki)                 | 19       |
| Seeausflussgeprägte Fließgewässer (ciek łączący jeziora)                                                      | 21       |

## Typologiasłowackiego Ministerstwa Środowiska
1. Cieki
| Typ cieków | Kod typu |
| Kotlina Panońska |          |
| Malé toky v nadmorskej výške do 200 m v Panónskej panve (małe cieki na wysokości do 200 m n.p.m.)                                                                                                  | P1M      |
| Malé toky v nadmorskej výške 200–500 m v Panónskej panve (małe cieki na wysokości 200–500 m n.p.m.)                                                                                                | P2M      |
| Stredne veľké toky v nadmorskej výške do 200 m v Panónskej panve (średnie cieki na wysokości do 200 m n.p.m.)                                                                                      | P1S      |
| Stredne veľké toky v nadmorskej výške 200–500 m v Panónskej panve (średnie cieki na wysokości do 200–500 m n.p.m.)                                                                                 | P2S      |
| Veľké toky v nadmorskej výške do 200 m v Panónskej panve (duże cieki na wysokości do 200 m n.p.m.), z siedmioma podtypami regionalnymi                                                             | P1V      |
| Karpaty |          |
| Malé toky v nadmorskej výške 200–500 m v Karpatoch (małe cieki na wysokości 200–500 m n.p.m.) | K2M      |
| Malé toky v nadmorskej výške 500–800 m v Karpatoch (małe cieki na wysokości 500–800 m n.p.m.) | K3M      |
| Malé toky v nadmorskej nad 800 m v Karpatoch (małe cieki na wysokości powyżej 800 m n.p.m.) | K4M      |
| Stredne veľké toky v nadmorskej výške 200–500 m v Karpatoch (małe cieki na wysokości 200–500 m n.p.m.)                                                                                             | K2S      |
| Stredne veľké toky v nadmorskej výške 500–800 m v Karpatoch (małe cieki na wysokości 500–800 m n.p.m.)                                                                                             | K3S      |
| Veľké toky v nadmorskej výške 200–500 m v v Karpatoch (duże cieki na wysokości 200–500 m n.p.m.), z jednym podtypem regionalnym na obszarze dorzecza Dunaju                                        | K2V      |
| Veľké toky v nadmorskej výške 500–800 m v v Karpatoch (duże cieki na wysokości 500–800 m n.p.m.), z pięcioma podtypami regionalnymi na obszarze dorzecza Dunaju i dwoma na obszarze dorzecza Wisły | K3V      |

2. Zbiorniki zaporowe
Wyróżniane jest 14 typów zbiorników zaporowych, kryteriami jest położenie geograficzne (Kotlina Panońska, Karpaty), powierzchnia i wysokość nad poziomem morza.
3. Jeziora
Na Słowacji nie ma naturalnych jezior o powierzchni powyżej 50 ha.